# Poropanchax
Poropanchax es un género de peces actinopeterigios de agua dulce, distribuidos por ríos de África.

## Especies
Existen cinco especies reconocidas en este género:
- Poropanchax hannerzi (Scheel, 1968)
- Poropanchax luxophthalmus (Brüning, 1929)
- Poropanchax normani (Ahl, 1928)
- Poropanchax rancureli (Daget, 1965)
- Poropanchax stigmatopygus Wildekamp y Malumbres, 2004